# Пуцк
Пуцк (пол. Puck), Путциг (нем. Putzig) — город в Польше, входит в Поморское воеводство, Пуцкий повят. Имеет статус городской гмины. Население — 11 361 человек (на 2009 год).
Расположен на Восточном Поморье к западу от Гданьска, порт на Пуцком заливе Балтийского моря. Занимает площадь 4,9 км².

## История
Поселение на месте нынешнего города возникло не позднее VII столетия. В 1309 году населённый пункт оказался на территории владений Тевтонского ордена, а в 1348 году получил статус города. В середине XV века Пуцк вошёл в состав Польши.
После Первой мировой Войны, когда Польше по Версальскому мирному договору был предоставлен выход к морю (Польский коридор), Пуцк оказался на его территории. Именно в Пуцке 10 февраля 1920 года был проведён символический обряд обручения Польши с морем.
1 сентября 1939 года Пуцк с началом Второй мировой войны подвергся бомбардировкам Люфтваффе; в годы нацистской оккупации здесь действовал филиал концлагеря Штуттгоф. После завершения Второй мировой войны город вошёл в состав Польской Народной Республики.

## Фотографии

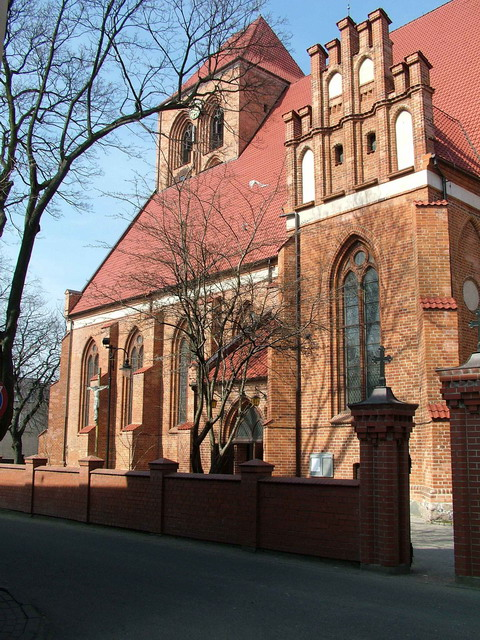
Костёл
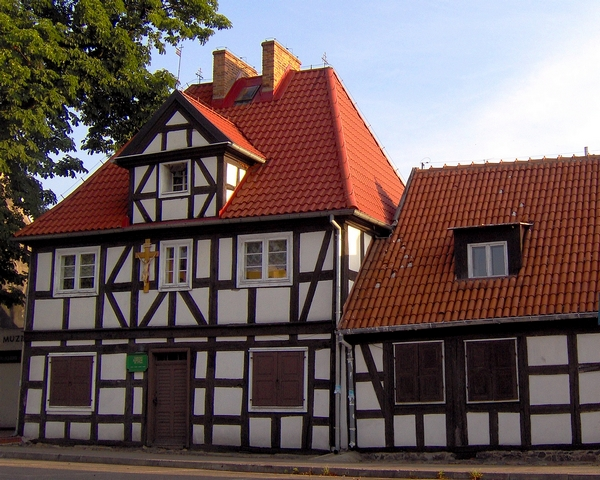
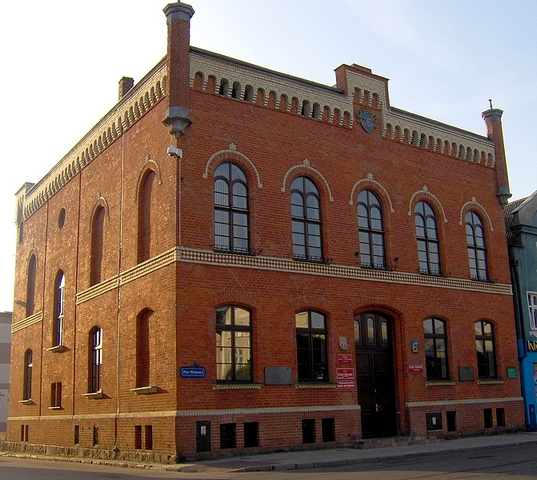
Ратуша
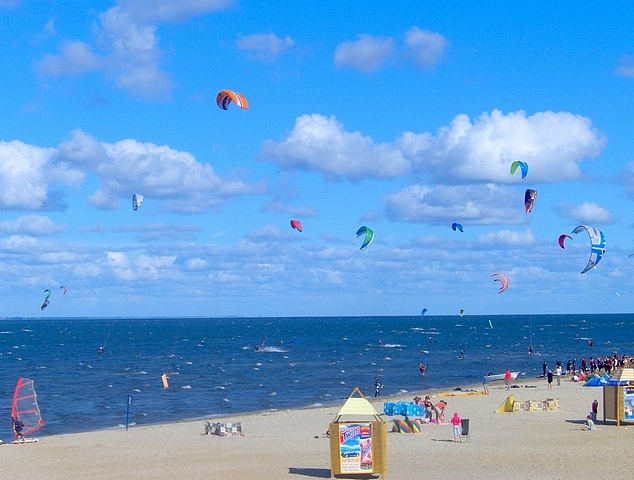
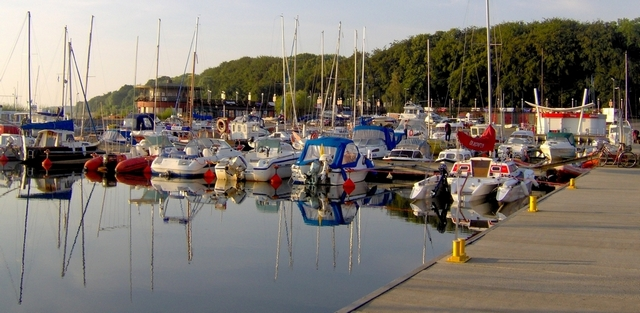
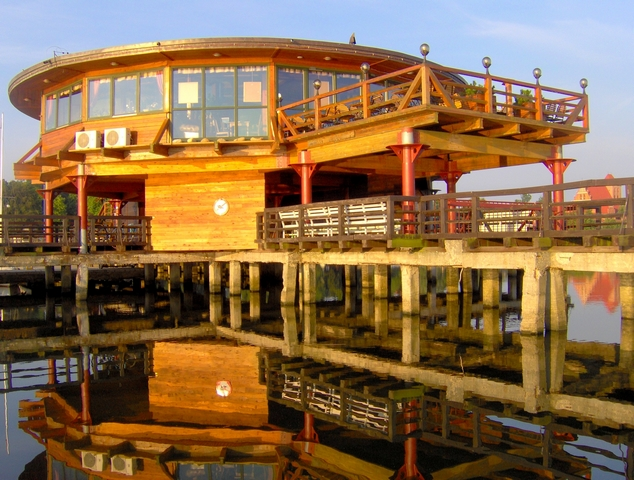
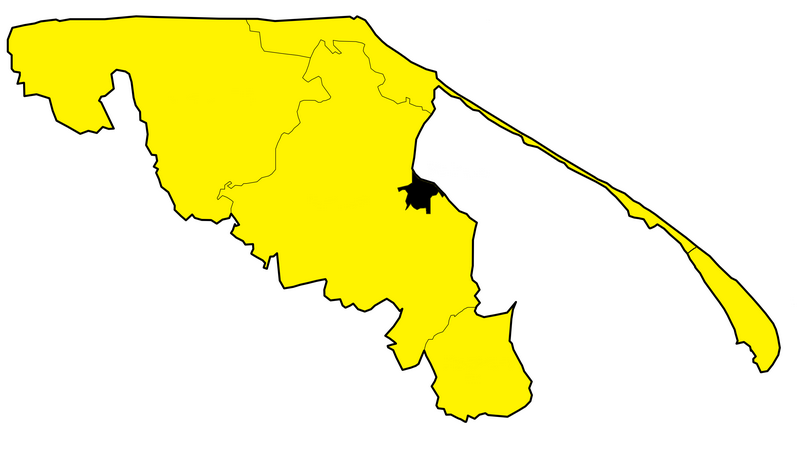

## Города-побратимы
- Гере, Франция
- Конц, Германия
- Цешин, Польша
- Штейн, Германия

## Топографические карты
- Лист карты N-34-VII Пуцк. Масштаб: 1 : 200 000. Издание 1977 г.